# Rafflesiaceae
Rafflesiaceae, del orden Malpighiales, es una familia de hierbas perennes holoparásitas, monoicas, a veces con aspecto taloide. Tienen hojas reducidas a escamas o ausentes. Sus flores son unisexuales, homoclamídeas, generalmente tetrámeras, de ovario ínfero; dispuestas en espigas glomerulares o solitarias. Fruto en baya. Existen 9 géneros con unas 60 especies, sobre todo tropicales que se encuentran en el estesureste de Asia. Entre ellas, Rafflesia arnoldii es la especie con la flor de mayor tamaño entre todas las plantas.

## Familias
La familia original Rafflesiaceae sensu lato se divide ahora en cuatro familias:
- Rafflesiaceae (sensu stricto): Rafflesia, Rhizanthes, Sapria – orden Malpighiales
- Mitrastemonaceae: Mitrastema – orden Ericales
- Cytinaceae: Bdallophyton, Cytinus – orden Malvales
- Apodanthaceae: Apodanthes, Berlinianche, Pilostyles – orden Cucurbitales

Las cuatro familias pueden distinguirse fácilmente por sus flores e inflorescencias:
- Rafflesiaceae: ovario inferior, grandes flores que se producen por separado
- Mitrastemonaceae: ovario súpero, las flores se producen por separado
- Cytinaceae: ovario inferior, flores en inflorescencias
- Apodanthaceae: ovario inferior, pequeñas flores se producen por separado (pero que surgen en racimos)

## Géneros
- Rafflesia

- Rafflesia arnoldii, parásito interno
 más o menos taloide, 
flores de hasta 1 m de diámetro.

- Rhizanthes
- Sapria